# Aragón (râu)

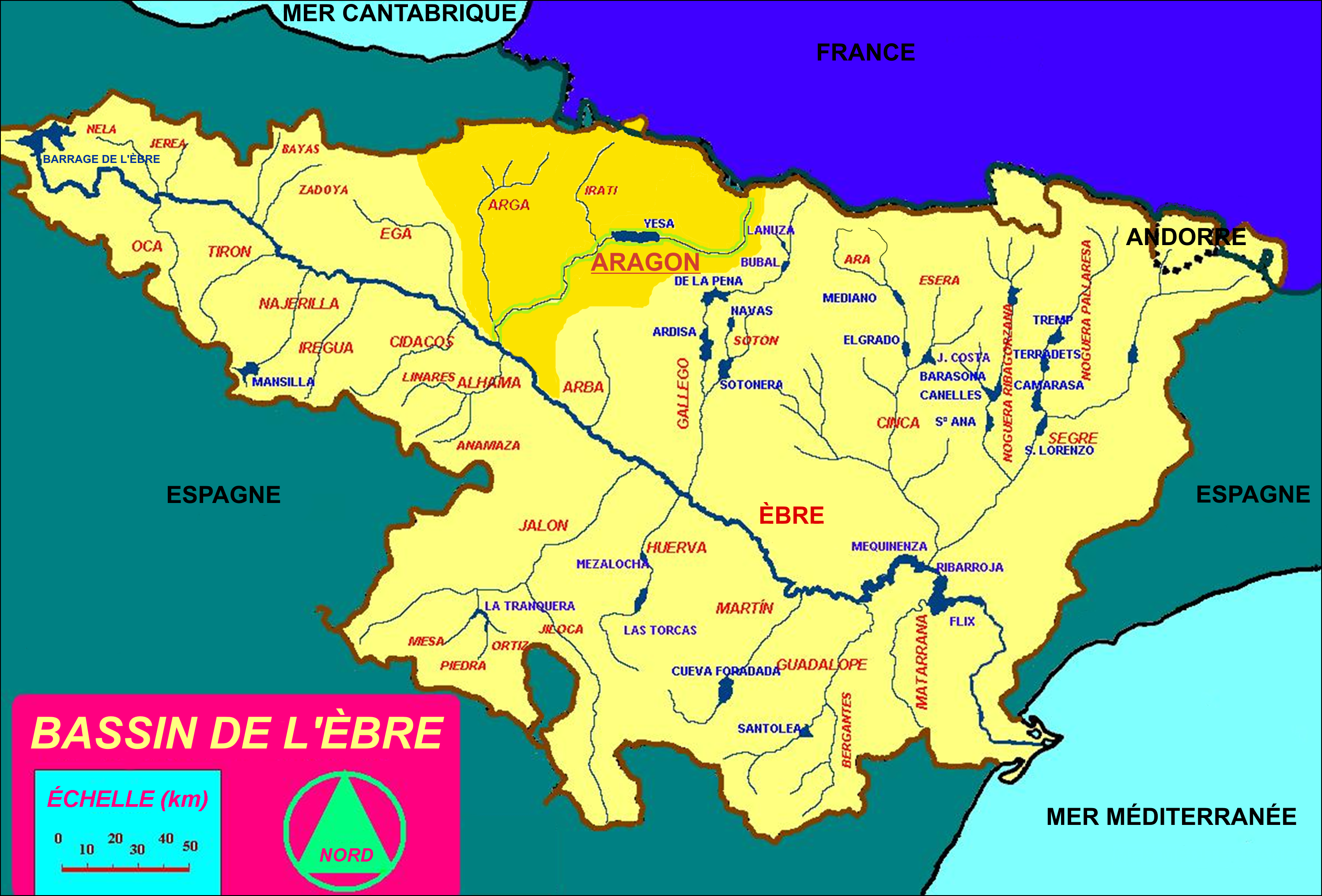
Bazinul Ebro şi Aragon

Aragón este un afluent al Ebrului cu lungimea de 195 km. Traversează orașul Jaca și este situat în regiunea Aragon, Spania de Nord.